# Kfir Tsafrir
Kfir Tsafrir (nascido em 28 de março de 1990) é um cantor, compositor, rapper e produtor musical israelense.

## Biografia
Tsafrir cresceu no bairro de Peja, em Petah Tikva. Ele começou a criar música aos 14 anos e aprendeu sozinho a escrever e compor.
Em março de 2020, o primeiro single de seu álbum de estreia, "Missing You", foi lançado. No final do ano, ele também lançou "Another Star", "Higher", "Flex with Dafna and Dodido" e "Not Everything Is Working" com a participação do cantor Keren Crispil. Em agosto, ele apresentou e produziu a música "Click" do rapper Ron Nesher.
Em setembro de 2021, seu álbum de estreia, "Run", foi lançado. O álbum conta com participações especiais de Omer Nachmias, Ziv Shavit, Teddy Ngusa, Keren Crispil, Mevu HaDodaim e Nomi.
Em 2022 participou do reality show “The Next Star”. Em uma audição, ele cantou a música de abertura de seu álbum de estreia, “Crime Film”, e conquistou 82% do público e dos jurados. Tsafrir foi eliminado na fase quente. Seguindo as reações positivas que recebeu no programa, assinou contrato com a empresa produtora do programa, “Teddy Productions”. Em 2022, um participante de “Hakochav Haba” nascido em Israel, mas de ascendência filipina, poderia enfrentar o perigo de deportação por tal motivo que Kfir Tsafrir, após aparecer como júri do concurso, dedicou sua performance, uma canção original intitulada “Esh” (Fogo), para Daniel Cruz, o jovem que não tinha estatuto de residência permanente no Estado de Israel.
Em setembro de 2022, após o julgamento de impeachment, lançou a música "Sos Taverini".
Em fevereiro de 2023, lançou a música "Fear of God". A música foi um sucesso inesperado e em novembro, cerca de nove meses após seu lançamento, começou a ganhar viralidade na plataforma TikTok e em diversos streams. A música alcançou o primeiro lugar na parada de Mako, no top dez de Kan Gimel e na parada oficial de Galgalat.
Em 12 de março de 2024, lançou o single "Detach me" com Netta Barzilai. No dia 9 de maio do mesmo ano foi publicada a coletânea "Israel Bidor - Cantando al Estado", onde Tsafrir  cantou a música "Albabala" com  Anna Zeke.
Tsafrir mora em Rishon LeZion.